# Sea Life Centres

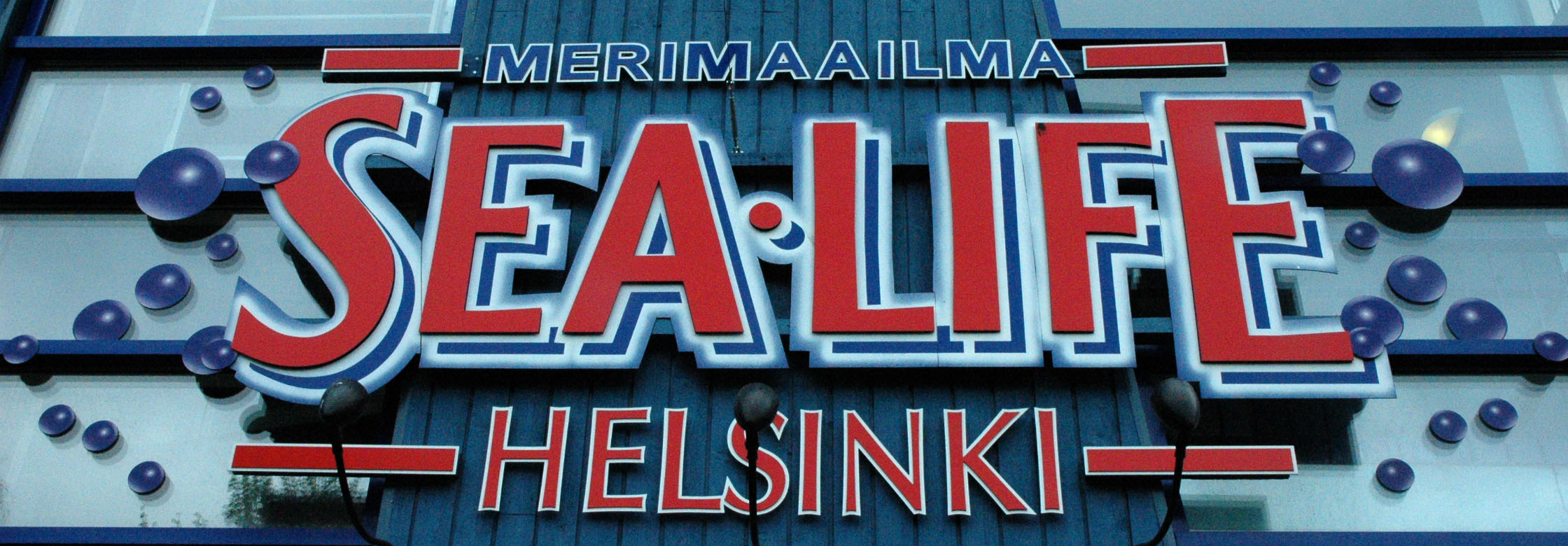
Sea Life logó Helsinkiben.

A Sea Life Centres (angol „Tengeri Élet Központok”, egyes számban Sea Life Centre) a tengerek élővilágát bemutató, üzleti alapon működő turisztikai létesítmények nemzetközi lánca. Tulajdonosa a szórakoztató parkokat üzemeltető brit Merlin Entertainments Group Ltd. A lánchoz 53 „központ” tartozik számos országban.

## Helyei

### Egyesült Királyság
- Sea Life London Aquarium, London

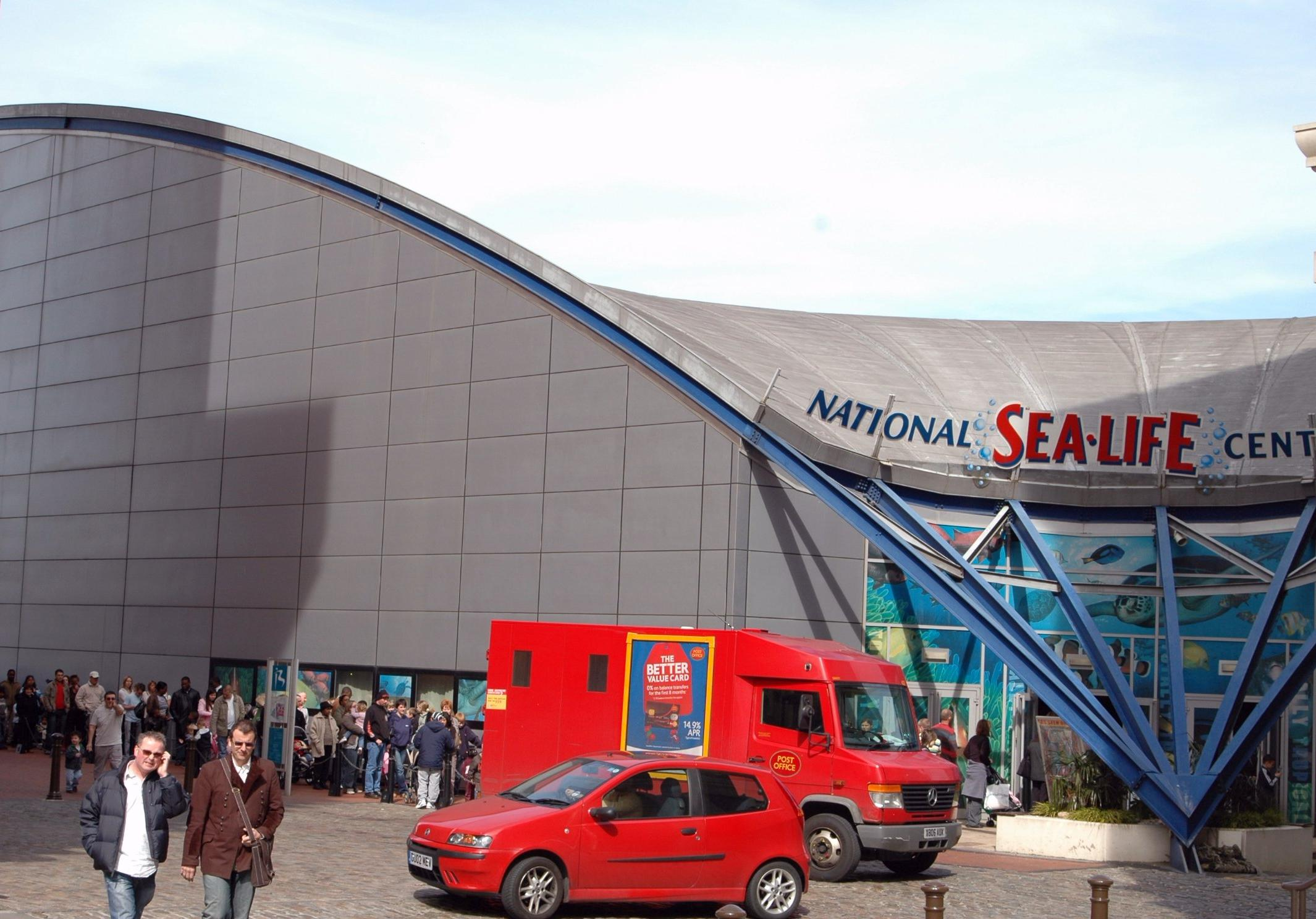
A National Sea Life Centre Birminghamben.

- National Sea Life Centre, Birmingham
- Blackpool
- Brighton
- Great Yarmouth
- Trafford Centre Manchester
- Weymouth
- Balloch, Loch Lomond
- Loch Lomond (Glasgow), Skócia
- Scarborough SEA LIFE Sanctuary, North Yorkshire
- Hunstanton Sea Life Sanctuary, Hunstanton
- Cornish Seal Sanctuary, Gweek
- The Scottish Sea Life Sanctuary, Barcaldine, Oban közelében

Témaparkok:
- Sea Life Chessington, Chessington World of Adventures
- 'Sharkbait Reef' - Sea Life, Alton Towers
- Atlantis Submarine Voyage, Legoland Windsor

### Németország
- Berlin

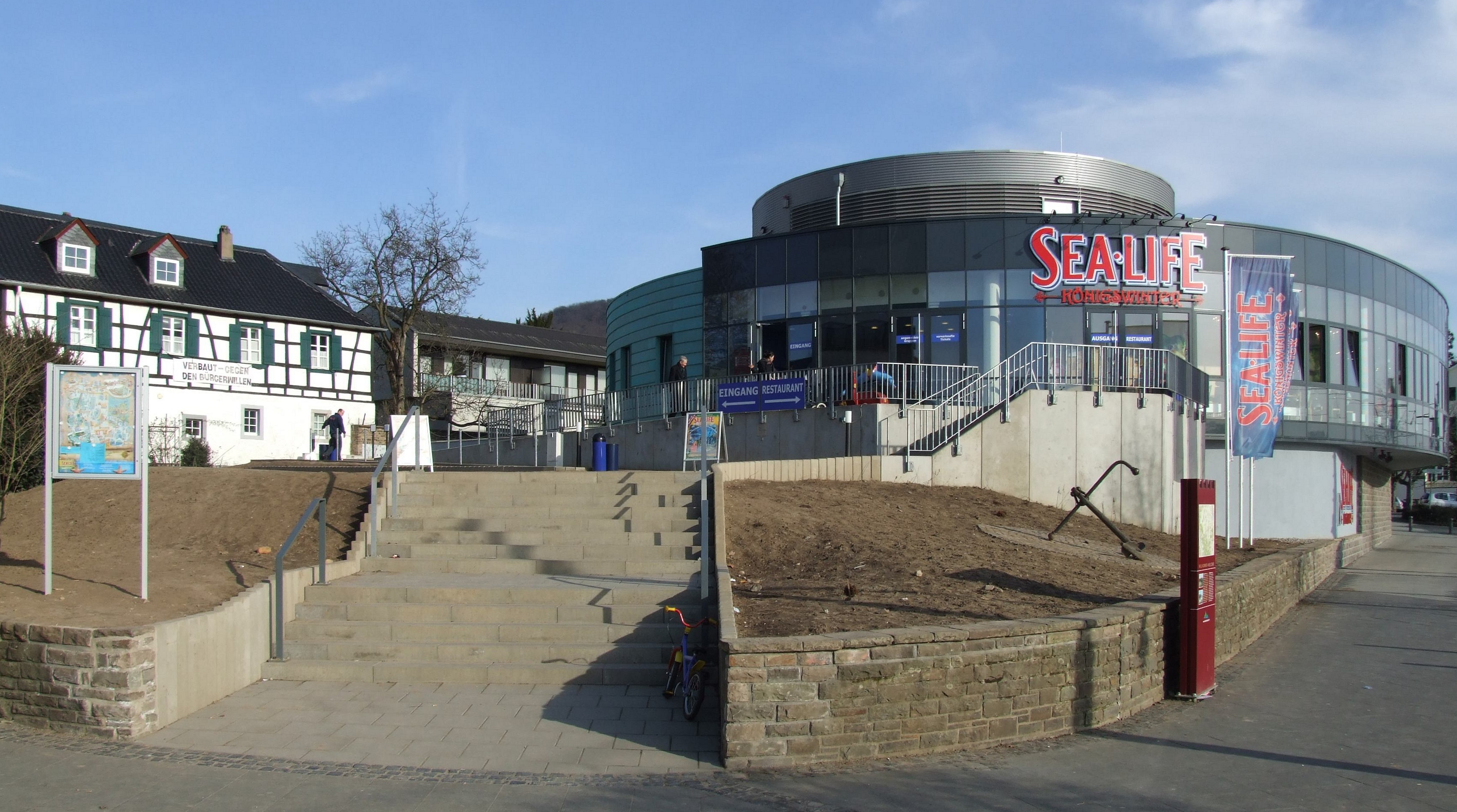
Sea Life Centre a német Königswinterben.

- Cuxhaven (megnyílt 2008 nyarán, korábban Drezdában működött)
- Königswinter
- Konstanz
- München
- Nürnberg
- Oberhausen - Paul, a futballmeccsek eredményeit megjósoló közönséges polip otthona.[1]
- Speyer
- Timmendorfer Strand
- Hannover

### Másutt Európában
- Blankenberge, Belgium
- Bray, Írország
- Helsinki, Finnország
- Val d'Europe, Párizs, Franciaország
- Hága, Hollandia
- Sea Life Centre, Benalmádena (Málaga), Spanyolország
- Sea Life Centre Porto, Porto, Portugália
- Jesolo, Olaszország

Témaparkok:
- Legoland Atlantis - Sea Life, Billund, Dánia
- Legoland Atlantis - Sea Life Németország
- Gardaland Sea Life, Olaszország

### USA
- Sea Life Arizona
- Sea Life Minnesota Aquarium
- Sea Life Grapevine
- Sea Life Kansas City
- Sea Life Charlotte-Concord
- Sea Life Michigan
- Sea Life Orlando

Témapark:
- Carlsbad (Kalifornia), Legoland California

### Ausztrália
- Manly Sea Life Sanctuary
- Sea Life Melbourne
- Sea Life Mooloolaba
- Sea Life Sydney Aquarium

### Új-Zéland
- Kelly Tarlton's Sea Life Aquarium, Auckland

### Ázsia
- Sea Life Bangkok
- Sea Life Busan
- Sea Life Shanghai

## Fordítás
- Ez a szócikk részben vagy egészben  a   Sea Life Centres című angol Wikipédia-szócikk ezen változatának fordításán alapul.  Az eredeti cikk szerkesztőit annak laptörténete sorolja fel. Ez a jelzés csupán a megfogalmazás eredetét és a szerzői jogokat jelzi, nem szolgál a cikkben szereplő információk forrásmegjelöléseként.